# 강릉해람중학교
강릉해람중학교(江陵解纜中學校)는 대한민국 강원특별자치도 강릉시 용강동에 있는 공립 중학교이다.

## 학교 연혁
- 1951년 8월 31일 : 강릉여자중학교 설립 인가
- 1951년 9월 22일 : 9학급으로 개교식 거행
- 1970년 3월 1일 : 중학교 분리(강릉여고 병설에서)
- 1976년 5월 11일 : 강릉시 노암동 462번지로 이전
- 1976년 8월 28일 : 강릉시 용강동 47-8 현재 위치로 이전
- 2003년 8월 25일 : 송죽관(다목적실) 건립
- 2003년 11월 7일 : 구 중앙초 부지 및 재산 관리 위임
- 2016년 3월 1일 : 강릉해람중학교로 교명 변경
- 2023년 9월 1일 : 제22대 박남용 교장 취임
- 2025년 1월 6일 : 제74회 졸업식 거행(237명, 누계 28,875명)
- 2025년 3월 4일 : 입학식 9학급(남 119명, 여 138명 계 257명)

## 참고 자료
- 강릉해람중학교 - 한국교육학술정보원 학교알리미